# Jay Bothroyd
Jay Bothroyd (* 5. květen 1982) je bývalý anglický fotbalista. Hrál na hrotu útoku.

## Klubová kariéra
Začínal v akademii Arsenalu, s níž vyhrál v roce 2000 FA Youth Cup. Téhož roku přestoupil do Coventry City FC, který tehdy hrál Premier League. S klubem Perugia Calcio vyhrál Pohár Intertoto 2003, při angažmá v Itálii byl jeho spoluhráčem syn libyjského vládce Al-Sádí Kaddáfí. Po návratu do Anglie hrál za Blackburn Rovers FC, Charlton Athletic FC, Wolverhampton Wanderers FC, Stoke City FC, Cardiff City FC, Queens Park Rangers FC a Sheffield Wednesday FC. Od roku 2014 působil v Thajsku a Japonsku. V roce 2021 oznámil ukončení kariéry.

## Reprezentační kariéra
Jay Bothroyd odehrál za anglický národní tým v roce 2010 celkem jedno reprezentační utkání. Nastoupil v přátelském zápase proti Francii ve Wembley, který Angličané prohráli 1:2. Stal se prvním hráčem Cardiff City v historii, který reprezentoval Anglii. Jeho předkové pocházejí z Jamajky a Guyany, měl proto nabídky hrát i za tyto země.

## Statistiky
| Anglie | Anglie | Anglie |
| Roky   | Záp.   | Góly   |
| ------ | ------ | ------ |
| 2010   | 1      | 0      |
| Celkem | 1      | 0      |